# Soothsayer
Soothsayer (engl. „Wahrsager“) ist eine kanadische Thrash-Metal-Band aus Beauport, Québec, die im Jahr 1985 gegründet wurde, sich im Jahr 1990 trennte und im Jahr 2007 neu formierte.

## Geschichte
Die Band wurde im Januar 1986 gegründet. Im Oktober desselben Jahres nahmen sie zusammen ihr erstes Demo namens To Be a Real Terrorist auf. Ihr erstes Album, das den Namen Have a Good Time trug, nahmen sie gegen Ende des Jahres 1989 auf, um dies im Jahr 1990 bei New Renaissance Records zu veröffentlichen. Die Band trennte sich im Jahr 1990. Sie hatte in ihrer Aktivzeit Auftritte mit vielen bekannten Bands wie Nuclear Assault, Sacrifice, Aggression, Possessed, Kreator, Slaughter, Dead Brain Cells und Crumbsuckers.
Im Jahr 2007 fand die Band wieder zusammen und veröffentlichte im Jahr 2011 das Album Troops Fight Back bei Galy Records.

## Stil
Im Slayer wurde der Stil der Demoaufnahme als „intensiver Thrash mit ein bisschen Hardcore“ beschrieben. Bass und Schlagzeug sind nicht ausschließlich begleitende Instrumente, sondern haben eine ebenso bestimmende Rolle in der Komposition wie die Gitarre. Als Einflüsse gibt die Band bei Myspace Slayer, Raw Power, D.R.I., Sacrifice, Kreator und S.O.D. an.

## Diskografie
- 1986: To Be a Real Terrorist (Demo, Eigenveröffentlichung)
- 1989: Have a Good Time (Album, New Renaissance Records)
- 1991: Soothsayer (Demo, Eigenveröffentlichung)
- 2007: To Be a Real Terrorist (Wiederveröffentlichung des Demos + Live-Material als Bonus, Kompilation, Galy Records)
- 2010: Troops Fight Back (Album, Galy Records)
- 2019: Death Radiation (Album, PRC Music)